# Comité régional kabardino-balkar du Parti communiste de l'Union soviétique
 (mai 2019).
Le premier secrétaire de la branche régionale kabardino-balkare du Parti communiste de l'Union soviétique occupait le poste de plus haute autorité dans l'oblast autonome de Kabardino-Balkarie (1921-1936), la RSSA kabardino-balkare (1936-1944, 1957-1991) et la RSSA kabardine (1944-1957), au sein de la RSFSR, partie de l'Union soviétique. Le poste a été créé en 1921 et aboli en août 1991. Le premier secrétaire était un poste de facto désigné généralement par le Politburo ou par le secrétaire général lui-même.

## Liste des premiers secrétaires du Parti communiste kabardino-balkar
| Nom                                      | Mandat                                   | Mandat                                   | Années de vie                            |
| Nom                                      | Début                                    | Fin                                      | Années de vie                            |
| Premiers secrétaires du parti communiste | Premiers secrétaires du parti communiste | Premiers secrétaires du parti communiste | Premiers secrétaires du parti communiste |
| ---------------------------------------- | ---------------------------------------- | ---------------------------------------- | ---------------------------------------- |
| Boleslav Pavlovich                       | 1921                                     | Mars 1923                                |                                          |
| Stepan Mikhaylov                         | Mars 1923                                | Avril 1924                               |                                          |
| Pavel Leshchynski                        | Avril 1924                               | Mai 1925                                 | 1895-1938                                |
| Ivan Borovitsky                          | Mai 1925                                 | Juillet 1928                             | 1894–?                                   |
| II Povalyukhin                           | Juillet 1928                             | Septembre 1928                           |                                          |
| VM Dulin                                 | Octobre 1928                             | Mars 1929                                |                                          |
| Kazgeri Maksidov                         | Mars 1929                                | Mai 1929                                 | 1893-1937                                |
| Fyodorov                                 | Mai 1929                                 | Janvier 1930                             |                                          |
| Sébastianov                              | Février 1930                             | Mai 1930                                 |                                          |
| Betal Kalmykov                           | Mai 1930                                 | 13 novembre 1938                         | 1893-1940                                |
| Aleksandr Kudryavtsev                    | 13 novembre 1938                         | Décembre 1939                            | 1906–?                                   |
| Zuber Kumekhov                           | Décembre 1939                            | 10 avril 1944                            | 1910-1988                                |
| Nikolay Mazin                            | 10 avril 1944                            | Mai 1949                                 | 1909–?                                   |
| Vasily Babich                            | Mai 1949                                 | Novembre 1956                            | 1912-1988                                |
| Timbora Malbakhov                        | Novembre 1956                            | 19 octobre 1985                          | 1917-1999                                |
| Yevgeny Yeliseyev                        | 19 octobre 1985                          | 21 février 1990                          | 1936–                                    |
| Valery Kokov                             | 21 février 1990                          | 1er septembre 1990                       | 1941-2005                                |
| Boris Zumakulov                          | 1er septembre 1990                       | Août 1991                                | 1940–                                    |

## Sources
- World Statesmen.org